# Thymopsis nilenta
Thymopsis nilenta är en kräftdjursart som beskrevs av Lipke Bijdeley Holthuis 1974. Thymopsis nilenta ingår i släktet Thymopsis och familjen humrar. IUCN kategoriserar arten globalt som livskraftig. Inga underarter finns listade i Catalogue of Life.